# Internet Governance Forum

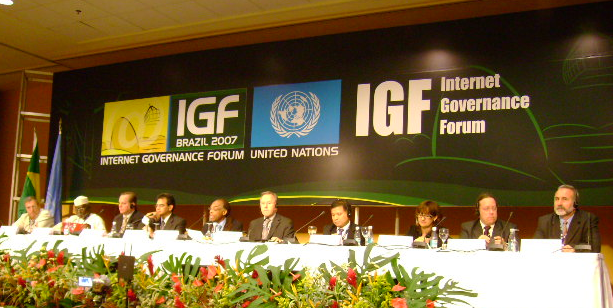
Internet Governance Forum, Rio de Janeiro, 2007

Das Internet Governance Forum (IGF) ist eine Multi-Stakeholder-Gruppe für den politischen Dialog über Fragen der Internet Governance. Es bringt alle beteiligten Akteure – Regierungen, Privatwirtschaft und Zivilgesellschaft, einschließlich der technischen und akademischen Gemeinschaft – gleichberechtigt und in einem offenen und integrativen Prozess zusammen. Die Einrichtung des IGF wurde vom Generalsekretär der Vereinten Nationen im Juli 2006 offiziell angekündigt. Es wurde zum ersten Mal im Oktober/November 2006 einberufen und hat seitdem jährlich getagt.

## Hintergrund
Fragen der Internet Governance erhitzen seit einigen Jahren die Gemüter. Nachdem ein Prozess mit zwei konsekutiven Weltgipfeln der Vereinten Nationen zum Thema der Informationsgesellschaft sowie die monatelange Arbeit einer Expertengruppe (Working Group on Internet Governance – WGIG) keine Einigung über die konkrete zukünftige Ausgestaltung der Verwaltung des Internets brachte, einigte man sich auf dem zweiten Weltinformationsgipfel in Tunis auf den Kompromiss, das Internet Governance Forum ins Leben zu rufen, um eine Diskussionsplattform für die Themen der Internet Governance zu schaffen.
Die Delegierten aus 174 Staaten einigten sich darauf, im Konflikt zwischen den USA und anderen Staaten über die Verwaltung des Internets die Verantwortung des DNS nicht anzutasten, die derzeit durch die amerikanische gemeinnützige Gesellschaft ICANN (Internet Corporation for Assigned Names and Numbers), früher unter Aufsicht durch das amerikanische Handelsministerium, seit Oktober 2016 unter Aufsicht der weltweiten Öffentlichkeit, durchgeführt wird. Hingegen soll, im Rahmen eines Multi-Stakeholder-Ansatzes, als Diskussionsplattform für diese und andere Fragen im internationalen öffentlichen Interesse – z. B. der Bekämpfung von Spam und Cybercrime oder auch einer Neuregelung des Systems der Interconnection-Entgelte – das IGF dienen.

## Zeitplan

### Einberufung des IGF
Der Generalsekretär der Vereinten Nationen gab am 18. Juli 2006 die Einberufung des IGF bekannt.

### Treffen des IGF
- 2006: Athen – Die griechische Regierung war der Gastgeber der ersten Sitzung des IGF in der Zeit vom 30. Oktober bis 2. November 2006.

- 2007: Rio de Janeiro – Das Treffen im November 2007 fand auf Einladung der brasilianischen Regierung statt.[3]

- 2008: Hyderabad – Die indische Regierung hatte für das Jahr 2008 eingeladen, das IGF fand vom 3. bis 6. Dezember statt.[4]

- 2009: Scharm asch-Schaich – Das IGF 2009 hat auf Einladung der ägyptischen Regierung vom 15. bis 18. November 2009 stattgefunden.[5]

- 2010: Vilnius – Das IGF 2010 hat vom 14. bis 17. September in Litauen stattgefunden.

- 2011: Nairobi – Das IGF 2011 fand vom 27. bis 30. September in Kenia statt.[6]

- 2012: Baku – Das IGF 2012 fand vom 6. bis 9. November in Aserbaidschan statt.[7]

- 2013: Bali – Das IGF 2013 fand vom 22. bis 25. Oktober in Indonesien statt.[8]

- 2014: Istanbul – Das IGF 2014 fand vom 2. bis 5. September in der Türkei statt.[9]

- 2015: João Pessoa – Das IGF 2015 fand vom 10. bis 13. November in Brasilien statt.[10]

- 2016: Guadalajara – Das IGF 2016 fand vom 6. bis 9. Dezember in Zapopan, Jalisco, Mexiko statt.[11]

- 2017: Genf – Das IGF 2017 fand vom 18. bis 21. Dezember 2017 in der Schweiz statt.[12]

- 2018: Paris – Das IGF 2018 fand vom 12. bis 14. November in Frankreich statt.[13]
- 2019: Berlin – Das IGF 2019 fand vom 25. bis 29. November in Deutschland statt.[14]
- 2020: Online – Das IGF 2020 fand vom in zwei Phasen (2. bis 6. und 9. bis 17. November) erstmals ausschließlich online statt.[15]
- 2021: Katowice – Das IGF 2021 fand vom 6. bis 10. Dezember in Polen statt.[16]
- 2022: Addis Abeba – Das IGF 2022 fand vom 28. November bis 2. Dezember in Äthiopien statt.[17]
- 2023: Kyoto – Das IGF 2023 fand vom 8. bis 12. Oktober in Japan statt.[18]
- 2024: Riad – Das IGF 2024 findet vom 15. bis 19. Dezember in Saudi-Arabien statt.[19]
- 2025: Lillestrom/Oslo – Das IGF 2025 findet vom 23. bis 27. Juni in Norwegen statt.[20]

## Aufgaben und Mandat
Das Internet Governance Forum soll lediglich beratende Funktionen haben und Möglichkeiten zum Austausch zwischen den Interessenvertretern von Ländern, internationalen Organisationen, Privatwirtschaft und Zivilgesellschaft bieten, jedoch keine bindenden Befugnisse haben. Details zu den Aufgaben sind in dem Abschlussdokument Tunis Agenda for the Information Society, Absätze 29–82 (insbesondere Absätze 72–82), enthalten. Absatz 72 beschreibt das Mandat des Forums. Dieses soll:
- Themen im öffentlichen Interesse mit Bezug auf Kernelemente der Internet Governance diskutieren, mit dem Ziel, das Fortbestehen, die Robustheit, die Sicherheit, die Stabilität und die weitere Entwicklung des Internets zu unterstützen;
- den Meinungsaustausch zwischen den Einrichtungen fördern, die sich mit verschiedenen übergreifenden internationalen öffentlichen Regelungen bezüglich des Internets befassen, sowie die Diskussion von Themen, die nicht in den Aufgabenbereich existierender Einrichtungen fallen;
- Verbindungen aufnehmen mit den entsprechenden zwischenstaatlichen Organisationen und anderen Institutionen bezüglich der Themen, mit denen sie betraut sind;
- den Informations- und Erfahrungsaustausch fördern, unter voller Nutzung der Expertise der akademischen, wissenschaftlichen und technischen Gemeinschaften;
- alle Interessenvertreter beraten mit Vorschlägen zur Mittel und Wege über beschleunigten Bereitstellung und Bezahlbarkeit des Internets in den Entwicklungsländern;
- das Engagement der Interessenvertreter in existierenden und zukünftigen Internet Governance Mechanismen stärken und verbessern, insbesondere für Vertreter der Entwicklungsländer;
- neue Themen identifizieren, Aufmerksamkeit der relevanten Einrichtungen und der Öffentlichkeit wecken und, wenn sinnvoll, Empfehlungen erarbeiten;
- einen Beitrag zur Verbesserung der Kenntnisse und Fähigkeiten über Internet Governance in Entwicklungsländern leisten, unter voller Nutzung von lokalen Quellen von Wissen und Expertise;
- auf kontinuierliche Weise die Verkörperung der WSIS Prinzipien in Internet Governance Prozessen fördern und bewerten;
- unter anderem auch die Fragen über kritische Internet Ressourcen diskutieren;
- dazu beitragen, Lösungen zu finden zu den Fragen, die sich aus der Nutzung und dem Missbrauch des Internets, insbesondere für die Nutzer, ergeben; und
- seine Verlaufsprotokolle veröffentlichen.

## Themen
Das IGF (2012) stand unter dem Motto: „Internet Governance for Sustainable Human, Economic and Social Development.“

## Programm für Athen
Das Programm des ersten Internet Governance Forums sah vor, dass zunächst vier Schwerpunktthemen behandelt werden sollten:
- Offenheit (Openness) – Freie Meinungsäußerung, freie Informations- und Wissensverbreitung, und Zugang zu Informationen und Wissen
- Sicherheit (Security) – Schutz vor Viren, Spam und Phishing unter Beachtung von Datenschutz und der Privatsphäre
- Verschiedenheit (Diversity) – Vielsprachenfähigkeit des Internets, Internationale Domainnamen, lokale Inhalte
- Zugang (Access) – Kosten für Internetverbindungen, Interoperabilität und offene Standards

Alle Schwerpunkte sollte dabei das Querschnittsthema capacity building verbinden, damit sich bestimmte Akteure – beispielsweise Entwicklungsländer – überhaupt erst sinnvoll an der Diskussion beteiligen können.